# 김형직군
김형직군(金亨稷郡)은 량강도에 있는 군이다. 본래 후창군(厚昌郡)이었으나, 1988년 김일성의 아버지 이름을 따서 김형직군으로 개칭하였다.

## 지리
압록강에 접하고 있고 북쪽 맞은편은 중화인민공화국 지린성이다. 군 남단에 최고봉인 희색봉(2185m)를 시작으로 하는 높은 산들이 늘어서 있어 평균 고도가 1000m에 가까운 산악 지대이며 농지는 적고 임업과 목재 가공업이 주산업이다. 량강도의 최서단에 있고 동쪽으로 김정숙군과 이웃한다. 서쪽과 남쪽은 자강도로서 중강군·화평군·랑림군과 접한다.

## 역사
- 1417년 : 평안도 여연군 상무로보(上無路堡), 후주(厚州)
- 1440년 : 평안도 무창현(茂昌縣)
- 1442년 : 평안도 무창군(茂昌郡)
- 1455년 : 무창군 폐지. 강계부 편입.
- 1664년 : 후주진 설치
- 1683년 : 무창진 설치
- 1813년 : 무창진이 무창부로 승격
- 1822년 : 후주진이 후주부로 승격
- 1869년 : 평안도 후창군
- 1895년 : 강계부 후창군
- 1896년 : 평안북도 후창군
- 1949년 : 자강도 신설에 따라 자강도 관할이 됨.[2]
- 1952년 : 남부 지역이 화평군으로 분리, 두지리가 후창읍이 됨.
- 1953년 : 포삼리가 새로이 후창읍이 됨.
- 1954년 : 량강도 신설에 따라 자강도에서 량강도로 이관됨.
- 1956년 : 월탄리가 후창읍이 됨.
- 1961년 : 록림리를 로동자구로 개편, 포삼리가 다시 후창읍이 됨.
- 1967년 : 로탄리와 고읍리, 남사리가 로동자구로 개편.
- 1988년 : 후창군에서 김형직군으로 개칭, 이에 따라 후창읍도 김형직읍으로 개칭됨.
- 1991년 : 월탄리, 령저리, 회양리, 운중리를 월탄로동자구로 통합하고 련포리를 로동자구로 개편.

## 행정구역
1읍 9리 6로동자구로 구성되어있다.
- 김형직읍(金亨稷邑)
- 월탄로동자구(月灘勞動者區)
- 남사로동자구(南社勞動者區)
- 로탄로동자구(蘆灘勞動者區)
- 고읍로동자구(古邑勞動者區)
- 연포로동자구(鉛浦勞動者區)
- 록림로동자구(綠林勞動者區)
- 두지리(杜芝里)
- 죽전리(竹田里)
- 금창리(金昌里)
- 부전리(富田里)
- 련송리(蓮松里)
- 무창리(茂昌里)
- 라죽리(羅竹里)
- 대응리(大鷹里)
- 련하리(蓮下里)

## 산업
임업을 주로 하는 곳이다. 주요 강들은 목재를 운반하는데 이용된다. 철, 금, 은, 구리, 텅스텐, 흑연, 니켈이 매장된 것으로 확인되었다. 농업 또한 이루어지며 고추, 옥수수, 콩, 감자, 쌀, 아마가 주로 생산된다. 양잠업 또한 행해진다.

## 교통
교통은 북부내륙선이 북부지역의 압록강을 따라 놓여 있다.

## 같이 보기
- 량강도 폭발 사고